# هويرميسس
بلدية هويرميسس (بالإسبانية: Huérmeces)‏, هي إحدى بلديات مقاطعة برغش, التي تقع في منطقة قشتالة وليون, والتي تقع في شمال غرب إسبانيا.
يبلغ عدد سكانها 147 نسمة وفقاً لإحصائية سنة (2002).